# Campionati sciistici delle truppe alpine
I Ca.STA sono i Campionati sciistici delle truppe alpine. Anche noti come Olimpiade invernale in grigioverde. Erano inizialmente note come Gare interregimentali di sci delle truppe alpine, GISTA.

## Gli scopi
Queste gare hanno lo scopo di verificare il livello di addestramento conseguito dai vari reparti delle diverse unità nel corso dell'attività invernale. Nello specifico le competizioni riguardano la capacità di sopravvivenza e la mobilità/efficienza in un ambiente tipicamente invernale.
Questi campionati servono inoltre a rafforzare le amicizie con le truppe alleate attraverso un sereno confronto.

## Storia

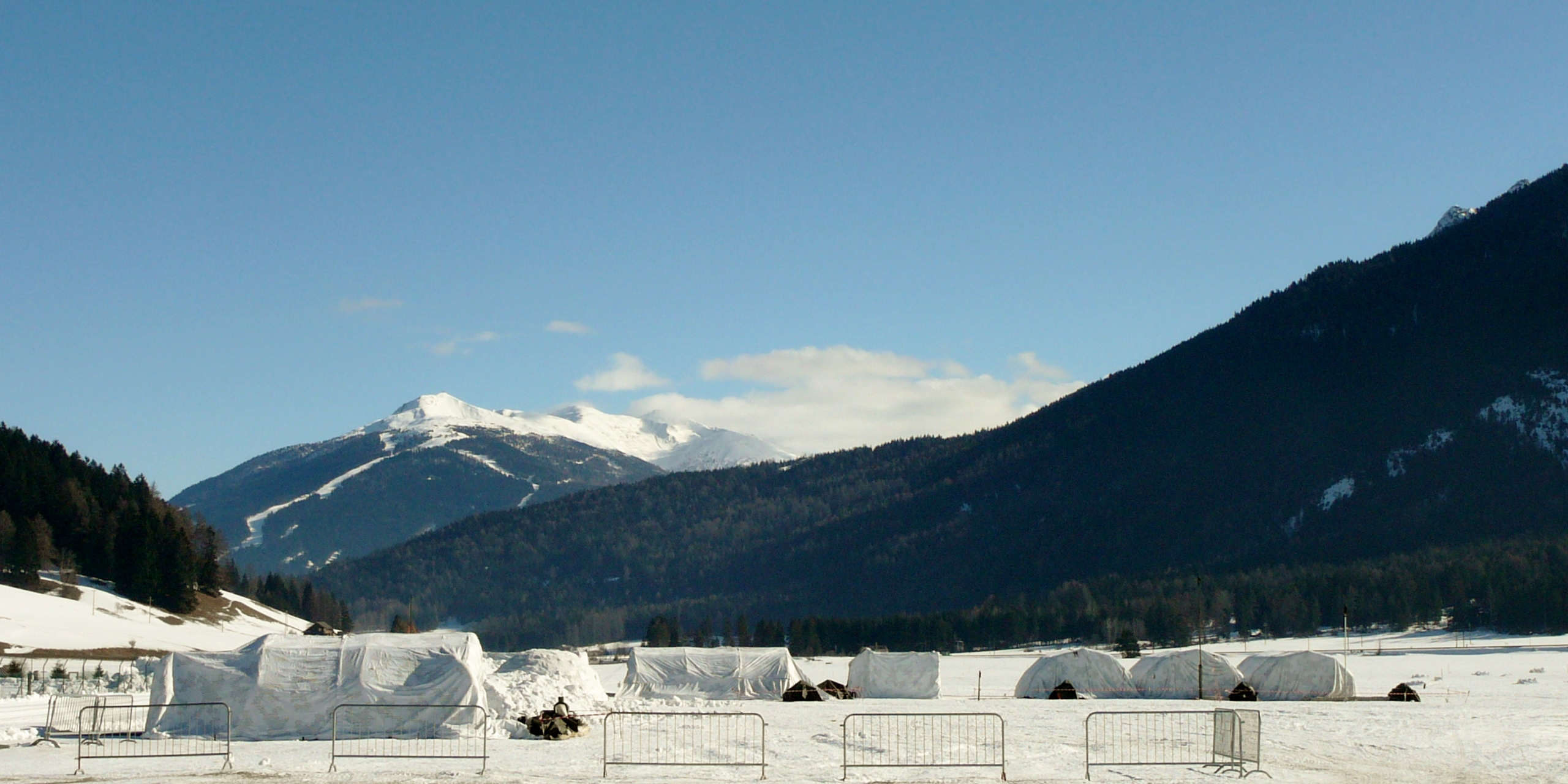
Accampamento presso l'aeroporto di Dobbiaco, durante i CASTA 2011

Questi campionati si tengono fin dal 1931, quando l'Ispettorato delle Truppe Alpine decise, di organizzare, con l'aiuto del 5º Reggimento alpini, alcuni giorni di competizione interreggimentale al passo del Tonale, e precisamente dal 6 al 10 marzo di quell'anno.
Queste competizioni si ripetevano di anno in anno (eccezione fatta per gli anni della II guerra mondiale e nel 1991), cambiando anche nome e località, e rispettando le pause imposte dalle guerre. Fu solamente nel 1977 che queste competizioni presero ufficialmente il nome di Ca.STA.
Nel 1979 le competizioni si allargarono anche ad altre truppe oltre a quelli italiane, ad esempio a quelli di paesi amici o alleati.

### Luoghi
| Nr. | anno | Località                                       | Regione             |
| --- | ---- | ---------------------------------------------- | ------------------- |
| 1   | 1931 | Passo del Tonale                               | Trentino, Lombardia |
| 2   | 1932 | San Martino di Castrozza                       | Trentino            |
| 3   | 1933 | Bardonecchia                                   | Piemonte            |
| 4   | 1934 | Madonna di Campiglio                           | Trentino            |
| 5   | 1935 | San Candido                                    | Alto Adige          |
| 6   | 1936 | Limone Piemonte                                | Piemonte            |
| 7   | 1937 | Monte Bondone                                  | Trentino            |
| 8   | 1938 | San Candido                                    | Alto Adige          |
| 9   | 1939 | Bardonecchia                                   | Piemonte            |
| 10  | 1940 | San Candido                                    | Alto Adige          |
| 11  | 1947 | Misurina                                       | Veneto              |
| 12  | 1950 | Corvara                                        | Alto Adige          |
| 13  | 1951 | Bardonecchia                                   | Piemonte            |
| 14  | 1952 | Asiago                                         | Veneto              |
| 15  | 1953 | San Candido                                    | Alto Adige          |
| 16  | 1963 | Bardonecchia                                   | Piemonte            |
| 17  | 1964 | Bardonecchia                                   | Piemonte            |
| 18  | 1965 | Bardonecchia                                   | Piemonte            |
| 19  | 1966 | Sappada                                        | Veneto              |
| 20  | 1967 | Nevegal, Belluno                               | Veneto              |
| 21  | 1968 | San Candido                                    | Alto Adige          |
| 22  | 1969 | Merano 2000                                    | Alto Adige          |
| 23  | 1970 | Sestriere                                      | Piemonte            |
| 24  | 1971 | Tarvisio                                       | Friuli              |
| 25  | 1972 | Nevegal, Belluno                               | Veneto              |
| 26  | 1973 | Vipiteno                                       | Alto Adige          |
| 27  | 1974 | Vipiteno                                       | Alto Adige          |
| 28  | 1975 | San Candido                                    | Alto Adige          |
| 29  | 1976 | San Candido                                    | Alto Adige          |
| 30  | 1977 | Campo Felice                                   | Abruzzo             |
| 31  | 1978 | Alpe di Siusi                                  | Alto Adige          |
| 32  | 1979 | Alpe di Siusi                                  | Alto Adige          |
| 33  | 1980 | San Candido                                    | Alto Adige          |
| 34  | 1981 | San Candido                                    | Alto Adige          |
| 35  | 1982 | Cuneo, Valdieri, Limone Piemonte               | Piemonte            |
| 36  | 1983 | Tarvisio                                       | Friuli              |
| 37  | 1984 | Cortina d'Ampezzo                              | Veneto              |
| 38  | 1985 | Dobbiaco, San Candido                          | Alto Adige          |
| 39  | 1986 | San Candido, Dobbiaco, Cortina                 | Alto Adige, Veneto  |
| 40  | 1987 | Cuneo, Limone Piemonte, Valle Stura            | Piemonte            |
| 41  | 1988 | Sappada, Comelico                              | Veneto              |
| 42  | 1989 | L'Aquila, Campo Felice                         | Abruzzo             |
| 43  | 1990 | Auronzo di Cadore                              | Veneto              |
| 44  | 1992 | Vipiteno                                       | Alto Adige          |
| 45  | 1993 | Dobbiaco, San Candido                          | Alto Adige          |
| 46  | 1994 | Paganella                                      | Trentino            |
| 47  | 1995 | Vipiteno                                       | Alto Adige          |
| 48  | 1996 | San Candido, Dobbiaco                          | Alto Adige          |
| 49  | 1997 | Vipiteno, Val Ridanna                          | Alto Adige          |
| 50  | 1998 | San Candido, Dobbiaco                          | Alto Adige          |
| 51  | 1999 | San Candido, Dobbiaco                          | Alto Adige          |
| 52  | 2000 | San Candido, Dobbiaco                          | Alto Adige          |
| 53  | 2001 | San Candido, Dobbiaco                          | Alto Adige          |
| 54  | 2002 | San Candido, Dobbiaco                          | Alto Adige          |
| 55  | 2003 | San Candido, Dobbiaco                          | Alto Adige          |
| 56  | 2004 | San Candido, Sesto                             | Alto Adige          |
| 57  | 2005 | Alta Pusteria                                  | Alto Adige          |
| 58  | 2006 | Alta Pusteria                                  | Alto Adige          |
| 59  | 2007 | Alta Pusteria                                  | Alto Adige          |
| 60  | 2008 | Alta Pusteria                                  | Alto Adige          |
| 61  | 2009 | Alta Pusteria                                  | Alto Adige          |
| 62  | 2010 | Alta Pusteria                                  | Alto Adige          |
| 63  | 2011 | Alta Pusteria                                  | Alto Adige          |
| 64  | 2012 | Alta Pusteria                                  | Alto Adige          |
| 65  | 2013 | Alta Pusteria                                  | Alto Adige          |
| 66  | 2014 | Sestiere, Pragelato, Cesana, Clavière (Torino) | Piemonte            |
| 67  | 2015 | Alta Pusteria                                  | Alto Adige          |
| 68  | 2016 | Sestiere, Pragelato, Cesana, Clavière (Torino) | Piemonte            |

Nell'ultimo decennio, gran parte delle gare si sono svolte in Alta Pusteria, in Alto Adige, e precisamente nei comuni di Braies, Dobbiaco, Villabassa, San Candido e Sesto.

## Nazioni partecipanti
Le nazioni che hanno partecipato sono: Afghanistan, Albania, Argentina, Austria, Bulgaria, Canada, Cile, Croazia, Estonia, Finlandia, Francia, Germania, Giappone, Grecia, India, Kazakistan, Lettonia, Libano, Lituania, Macedonia, Montenegro, Norvegia, Pakistan, Polonia, Portogallo, Regno Unito, Repubblica Ceca, Romania, Russia, Serbia, Slovacchia, Slovenia, Spagna, Stati Uniti d'America, Svezia, Svizzera, Turchia, Ucraina e Ungheria.

## I trofei
La competizione si articola principalmente in tre fasi:
- Il trofeo dell'Amicizia (CISM): slalom gigante su due manche, sci di fondo 15 km maschile e 10 km femminile, team sprint, pattuglia con tiro 25 km e gara di sci notturna;
- Il trofeo Medaglie d'Oro Alpine: slalom gigante femminile coppa europea FIS e slalom gigante femminile coppa europea FIS;
- La gara dei plotoni: gara di pattuglia con tiro da 25 km e gara dei plotoni su 3 giorni.

| Anno | Trofeo dell'Amicizia CISM | Trofeo Medaglie d'Oro Alpine | Gara dei plotoni IFMS Trophy   |
| ---- | ------------------------- | ---------------------------- | ------------------------------ |
| 2004 | Italia                    | 4° rgt alpini Para           | 8° rgt alpini                  |
| 2005 | Italia                    | Centro addestramento alpino  | 14° rgt alpini                 |
| 2006 | Italia                    | Centro addestramento alpino  | 3° rgt artiglieria da montagna |
| 2007 | Italia                    | 4° rgt alpini Para           | 1° rgt artiglieria da montagna |
| 2008 | Italia                    | 8° rgt alpini                | 8° rgt alpini                  |
| 2009 | Italia                    | 4° rgt alpini Para           | 5° rgt alpini                  |
| 2010 | Italia                    | 4° rgt alpini Para           | 4° rgt alpini Para             |
| 2011 | Italia                    | 4° rgt alpini Para           | 7° rgt alpini                  |
| 2012 | Italia                    | 4° rgt alpini Para           | 4° rgt alpini Para             |
| 2013 | Italia                    | 5° rgt alpini                | 5° rgt alpini                  |
| 2014 | Italia                    | 8° rgt alpini                | 8° rgt alpini                  |
| 2015 | Italia                    | 4° rgt alpini Para           | 4° rgt alpini Para             |
| 2016 | Italia                    | 4° rgt alpini Para           | 8° rgt alpini                  |
| 2017 | Italia                    | Centro addestramento alpino  | 7° rgt alpini                  |
| 2018 | Italia                    |                              | 7° rgt alpini                  |